# Bill Holland
Bill Holland (n. 18 decembrie 1907 - d. 19 mai 1984) a fost un pilot de curse auto american care a evoluat în Campionatul Mondial de Formula 1 în 1950 și 1953.